# 오가사와라 나가오키
오가사와라 나가오키(小笠原長興)는 하리마 안지 번 초대 번주를 지냈다. 다다나가계 오가사와라가 제6대 당주.
나카쓰번주 오가사와라 나가노부의 차남으로 태어났다. 나가오키의 형 나가사토의 요절로 나카쓰번은 개역당했지만 시조 오가사와라 다다나가와 다다나가의 부친 오가사와라 히데마사의 공적(오사카 전투 중 덴노지·오카야마 전투에서의 순직)으로 인해 막부는 특별히 다다나가의 후손일가를 존속시켰다.
|  | 제1대 안지 번 번주 (오가사와라가) 1716년 ~ 1730년 | 후임 오가사와라 나가미치 |